# Лапландия (Швеция)
 За финландската провинция вижте Лапландия (Финландия).  
Лапландия (на шведски: Lappland, на фински: Lappi) е най-голямата историческа провинция на Швеция. Намира се в северната част на страната (Норланд) и граничи на запад и север с Норвегия, на североизток с Финландия, на изток с лените Норботен и Вестерботен, на юг с Онгерманланд, и на югозапад с Йемтланд. Площ 109,7 хил. кв. км. Население 101 хил. души, гъстота 0,9 души на кв. км.
Разделена е между днешните лени Вестерботен и Норботен.
През 1809 г. от провинция Лапландия вследствие загубата от Русия е отделена финландаската провинция Лапландия. Понастоящем шведското правителство дава по-голяма автономия на лапландското малцинство в Самеланд.
В провинцията се намира Лапонският район, най-големият защитен естествен район, обитаван от коренни жители (лапландци, пасящи северни елени). Общата му площ е около 9400 км2. 95% от територията е защитена от националните паркове Мудус (Muddus), Сарек (Sarek), Паделанта (Padjelanta) и Стура Шьофалет (Stora Sjöfallet), и природните резервати Шаюня (Sjaunja) и Стуба (Stubba).
В нея се намира втория по височина връх в Швеция, Сурекшьоко (Sarektjåhkkå, 2089 м).